# Сангаре, Самба Гаине
Самба Гаине Сангаре (фр. Samba Gaïné Sangaré; 1933, Нтомикоро, округ Нара, область Куликоро, Французский Судан — 11 февраля 2011 года, Бамако, Республика Мали) — малийский писатель
, политический и военный деятель, участник военного заговора 1969 года, автор книги «Десять лет на смертоносной каторге в Тауденни» (1999).

## Биография
Самба Гаине Сангаре родился в 1933 году в Нтомикоро (ныне округ Нара, область Куликоро) в колонии Французский Судан.
Он получил начальное образование в городе Нара и был допущен к участию в конкурсе для поступления на Нормальные курсы в Бамако, однако обвинил профессоров в махинациях при зачислении и был вынужден вернуться в Нара. Там в 1951 году 18-летний Самба Сангаре стал помощником клерка в Туземном обществе предусмотрительности, кооперативной организации, членство в которых было обязательным для крестьян африканских колоний Франции.

### Военная служба
В декабре 1953 года Самба Сангаре оставил гражданскую должность и поступил на службу во французскую колониальную армию. Он прошёл курс начальной подготовки на военной базе в Сегу, где среди его сослуживцев были будущие руководители переворота 1968 года Мамаду Саного и Киссима Дукара, ставший затем министром обороны. После окончания учёбы Сангаре служил в 1-м взводе в Бамако, а в 1955 году был направлен для прохождения службы во 2-й взвод батальона связи в Тьеруа (Сенегал). В декабре 1956 года он получил звание сержанта, был переведён на базу в Кати, служил в Куликоро, а в 1958 году был отправлен на войну в Алжире, где за участие в боевых действиях получил французскую Памятную медаль Северной Африки. В 1960 году, когда получила независимость Федерация Мали, сержант Сангаре был одним из первых включён в списки национальной армии и летом того же года в составе малийского контингента сил ООН отправился на полгода в Конго (Леопольдвиль), где у власти находилось правительство Патриса Лумумбы. Здесь за участие в миротворческих операциях он был награждён Медалью мира ООН. Самба Сангаре вернулся в Мали в ноябре 1960 года, после распада Федерации, и в 1961 году продолжил службу в батальоне в г. Каес. Сангаре вспоминал:
Это была национальная эйфория. Мы были молодыми, полными энтузиазма и желали успехов в национальном строительстве. Были готовы свернуть горы чтобы доказать, что не нуждались в колонизаторе или Сенегале, чтобы развиваться. Для этого  в 1961 году мы, гражданские и военные, начали строительство дороги Каес - Гвинея. Это было сумасшествие; мы считали себя способными сделать всё.
В 1963 году Самба Сангаре получил звание старшего сержанта, а в 1965 году был переведён в Сахарскую роту в Кидале на севере страны. Он командовал военными постами Тирикин (Tirikine) в округе Кидаль и Фанфинг (Fanfing) в округе Менака, которые сам и основал. Там Сангаре сблизился с командующим войсками зоны капитаном Диби Силасом Диаррой, подавившим мятеж туарегов в 1963 году, и в перспективе должен был перейти в его секретариат. Однако события в Бамако прервали военную карьеру старшего сержанта.

### Неудавшийся заговор
Самба Гаине Сангаре, как и другие малийские военные, прошёл курс партийной школы, обязательный при правлении Модибо Кейты. В отличие от многих других, он проникся идеями развития страны по пути строительства малийского социализма, пафосом антиимпериалистический борьбы за освобождение Африки. «Нам ничего не стоило пойти на край света, чтобы защищать нашу территориальную целостность, покой нашего народа и способствовать развитию страны» (фр. Ça ne nous faisait rien d’aller au bout du monde si c’est pour défendre l’intégrité du territoire, sécuriser nos populations et contribuer au développement du pays.) — вспоминал позднее Сангаре. Он вступил в правящую партию Суданский союз и стал её активистом.
Но военный переворот 19 ноября 1968 года положил конец левому курсу. Президент Модибо Кейта был смещён, Суданский союз распущен, власть оказалась в руках узкой группы офицерства во главе с лейтенантом Муссой Траоре. Новые власти обещали восстановить гражданские свободы, провести свободные выборы и передать власть политическим партиям, однако вскоре стало ясно, что выполнять эти обязательства никто не собирается. Летом 1969 года начальник Сангаре капитан Диби Силас Диарра возглавил армейскую оппозицию и начал готовить новый государственный переворот, чтобы отослать армию в казармы и вернуть власть гражданским лицам. Старший сержант Самба Сангаре стал одним из активных участников заговора и надеялся, что после свержения Траоре стране вернётся к строительству социализма. Но заговорщики были выданы властям лейтенантом Морибой Диаките и арестованы 12 августа 1969 года.
10 декабря 1969 года начался судебный процесс, в ходе которого суд государственной безопасности во главе с Амарой Данфара и Мамаду Кулибали приговорил 33 офицера и сержанта к каторжным работам на сроки от 5 лет до пожизненного заключения. Приговор был оглашён ночью на 17 декабря и Самба Сангаре узнал, что получил 10 лет принудительных работ. На свои приговоры военные во главе с Силасом Диаррой ответили пением «Интернационала». Они были перевезены в тюрьму Бамако и, а на рассвете 20 декабря 1969 года Сангаре в составе первой партии из 9 заключённых отправился на только что основанную военную каторгу в Тауденни.

### Десять лет на каторге в Тауденни
Осуждённые были погружены в военный самолёт и доставлены в Томбукту, а оттуда на Рождество 25 декабря прибыли на самый север Мали, в Тауденни, деревню, окружённую пустыней Сахара. Здесь, на открытых ещё в XVI веке соляных копях, новая власть намеревалась построить военный форт и тюрьму для политических заключённых.
Встретивший первую партию заговорщиков начальник военного поста лейтенант Альмами Ньентао сразу же объяснил им, что сопровождающие документы содержат приказ не рассматривать осуждённых как бывших товарищей по оружию и не проявлять к ним никакой жалости. И лейтенант этому приказу ревностно следовал. Он запретил заключённым носить гражданскую одежду, оставив только казённые майки и шорты, приказал надеть на них наручники и кандалы. Рацион был ограничен раздробленной дагуссой, сваренной в солёной воде, и разлагавшимися трупами животных, что помимо отравлений, вскоре вызвало недостаток витаминов и распространение болезни бери-бери.
Холодными сахарскими ночами Сангаре и его товарищи спали по очереди в тесной комнате на циновках, вставали в 4 часа утра и под ударами хлыстов бежали на соляные шахты или на строительство военного форта, получившего позднее название «Ньентао». Изготовление кирпичей и раствора для строительства также сопровождались ударами хлыстов и прикладов, а нормы выработки были намеренно завышены. Если заключенным не удавалось сделать тысячу кирпичей в день, их ждали телесные наказания. В середине дня, когда температура приближалась к максимуму (50 °C в тени), солдаты заставляли босых каторжников плясать под солнцем на раскалённом песке, а ночью, когда приходил нестерпимый холод, будили и требовали спеть песни.
Лейтенант Альмами Ньянтао почувствовал себя настолько всесильным, что заставил заключённых приветствовать его, как приветствуют Моро-набу, короля народа моси — ползти ему навстречу, постоянно повторяя «baba, baba» (отец, отец). Издевательство продолжалось полгода, но в Тауденни приехал тогдашний директор тюрем Мали Дьянго Сиссоко, который не признал в лейтенанте монарха и прекратил эту практику. Но в остальном режим остался строгим: переписка была ограничена двумя письмами в год, любое чтение запрещено. По просьбе Ньянтао, жаловавшегося на низкую смертность, были запрещены обычные посылки и переводы от родственников на 5000 франков в квартал.
Товарищи Самбы Сангаре по заговору умирали один за другим. Первым 16 февраля 1972 года скончался капитан Тьекура Согодого, за ним 27 марта лейтенант Жан Болон Самаке, 1 мая — капитан Бакари Камара. Глава заговора капитан Диби Салас Диарра умер уже 22 июня 1972 года. 7 июля 1972 года скончался старший сержант Бубакар Траоре, а 31 июля — лейтенант Мами Уаттара. Сангаре стал свидетелем смерти бывшего премьер-министра капитана Йоро Диаките в 1973 году и участников заговора 1977 года, среди которых был сын известного оппозиционера Фили Дабо Сиссоко. Он дождался прибытия на каторгу и самого шефа малийской полиции Тьекоро Багайоко.
Десятилетний срок заключения истёк. Из девяти спутников Самбы Сангаре вернуться живыми на волю смогли только трое — он сам, аджюдан Кедиуна Самаке и капитан Алассан Диарра. Капитан Диарра скончается вскоре после освобождения.

### На свободу
После полудня 8 августа 1979 года Самба Сангаре был освобождён. На рассвете 14 августа он с товарищами прибыл в Томбукту, где оставался 20 дней, пока начальник тюрьмы оформлял документы и занимался организацией отправки освобождённых. Только 5 октября 1979 года в 16.00 на военном самолёте группа Сангаре была доставлена на бывший военный аэродром в Бамако, в расположение инженерного батальона. В 21.00 их вывели за контрольно-пропускной пункт, и свобода пришла к узникам окончательно. Самба Сангаре вспоминал:
С багажом на голове мы покинули лагерь парашютистов «Джикорони» и поднялись к зданию Суданского Союза - RDA, которое было переименовано ВКНО в  «Народный дом». Там мы взяли такси, которое  вернуло нас в наши дома, где каждого из нас ожидал прием, достойный этого события. После моего осуждения и депортации на север страны моя супруга поселилась в квартале Дарсалам в скромном доме, без  воды и без электричества. Помимо наших детей, здесь жили братья и сестры. Здесь я её и застал 5 октября 1979 года. На  10-й день я прервал праздник, чтобы отправиться в деревню, где меня ждали мои старые родители. На этом этапе можно было справедливо  полагать, что моя Голгофа закончена. Но  утверждать это было ещё очень рано.

Действительно, и сегодня, через 20 лет после моего освобождения, почти каждую ночь во сне передо мной снова встают ужасные сцены каторги Тауденни. Я часто просыпаюсь среди ночи, в поту, задохнувшимся и скованным страхом, потому что в сновидении я только что был отстеган хлыстом или подвергнут другим не менее жестоким пыткам. Тогда я со вздохом облегчения возвращаюсь в постель и благодарю Бога за то, что всё это было только сном. Итак, меня постоянно преследуют ужасные кошмары, связанные с годами моей тюремной жизни.

### Литературная известность
Вернувшись в Бамако, где он с женой Маймуной Кейтой, с двумя сыновьями и четырьмя дочерьми поселился в доме 375 квартала Лафиабугу, номер 71, Самба Сангаре был вскоре принят на должность управляющего гаража в Согонинко, в нескольких километрах к югу от столицы. Но через 6 лет последствия заключения дали о себе знать. В 1986 году Сангаре, у которого обнаружились серьёзные проблемы с сердцем, ушёл на пенсию. Он посвятил своё свободное время изучению Корана, совершил хадж в Мекку и взялся на написание мемуаров.
В ноябре 1999 года с помощью издателя и политика, профессора Амаду Сейду Траоре (известного так же как Амаду Джикорони), отсидевшего 10 лет в Кадале, Самба Гаине Сангаре издал книгу «Dix ans au bagne-mouroir de Taoudenit» (Десять лет на смертоносной каторге в Тауденни). В ней он подробно описал жизнь заключённых на соляных копях, смерть бывших высокопоставленных политиков, отправленных властями на каторгу, издевательства охраны и тяжёлый быт, сводивший его товарищей в могилу. Книга имела большой успех, была хорошо принята читателями и прессой, литературной критикой и политической элитой. Она заняла особое место в ряду произведений о репрессиях периода Первой и Второй республик и выдержала несколько изданий. В одной из статей, представлявших Самбу Сангаре и его книгу, говорилось: «Прочитайте, как на этой земле древних цивилизаций, человек обесчеловечил человека» (фр. Lisez comment sur cette terre de vieilles civilisations, l'homme déshumanisa l'homme). Видный политик, кандидат в президенты Тьебиле Драме, назвал «Десять лет…»  «первой и настоящей национальной антологией ужаса и преступлений, совершенных от имени Государства» (фр. de la première et véritable anthologie nationale de l'horreur et des crimes commis au nom de l'Etat).
Успех книги повлёк за собой широкий интерес общества к самому автору. Получивший прозвища «Старый Самба» (Vieux Samba) и «Рыцарь пустыни» (Chevalier du desert), Самба Сангаре стал одной из самых почитаемых фигур в общественной жизни страны и до самой смерти не выходил из поля зрения малийской прессы.
В своих интервью Сангаре говорил, что в Мали устанавливается правовое государство, и он надеется, что его сограждане уже никогда не испытают постигших его мучений. Он подчёркивал, что не никому не желает мстить за свои несчастья: «Так как осталось много наших истязателей, то я их встречаю. Я их приветствую как обычно, не принимая в расчет того, что они сделали» (фр. Parce qu'il y a beaucoup de nos tortionnaires que je rencontre. Je les salue normalement sans tenir compte de ce qu'ils ont fait.) Только Муссе Траоре Самба Сангаре пожелал провести год в Тауденни, просто пожить в том климате даже со всем необходимым, без пыток, принудительных работ и оскорблений.
Самба Гаине Сангаре скончался 11 февраля 2011 года в 10.15 утра на руках у родственников в больнице «Luxembourg» в Бамако. Его кончина и его похороны имели широкий общественный резонанс.

## Сочинения
- Samba Sangaré. Dix ans au bagne-mouroir de Taoudenit. — Bamako: Librairie Traore, 2001.